# Vauchignon
Vauchignon ist eine Ortschaft und eine ehemalige französische Gemeinde mit zuletzt 45 Einwohnern (Stand: 2015) im Département Côte-d’Or in der Region Bourgogne-Franche-Comté. Sie gehörte zum Arrondissement Beaune und zum Kanton Arnay-le-Duc.
Die früher eigenständige Gemeinde ging mit Wirkung vom 1. Januar 2017 mit Cormot-le-Grand in der neu geschaffenen Commune nouvelle Cormot-Vauchignon auf. Der Verwaltungssitz befindet sich im Ort Cormot-le-Grand. Den ehemaligen Gemeinden wurde der Status einer Commune déléguée nicht zuerkannt!

## Lage
Nachbarorte sind Santosse im Norden, Baubigny im Nordosten, La Rochepot im Osten, und Cormot-le-Grand im Süden und im Westen.

## Bevölkerungsentwicklung
| Jahr      | 1962 | 1968 | 1975 | 1982 | 1990 | 1999 | 2008 | 2015 |
| --------- | ---- | ---- | ---- | ---- | ---- | ---- | ---- | ---- |
| Einwohner | 49   | 35   | 29   | 42   | 45   | 50   | 39   | 45   |